# Dicaelotus cabrerai
Dicaelotus cabrerai là một loài tò vò trong họ Ichneumonidae.